# Aparat Ruttnera
Aparat Ruttnera – przyrząd do pobierania wody z określonej głębokości w celu analizy jej właściwości fizyczno-chemicznych. Rodzaj batometru. Ma kształt cylindra z umieszczonym wewnątrz prętem zakończonym dwiema pokrywami (górną i denną). Podczas opuszczania w głąb wody, pokrywy są rozwarte – w ten sposób woda przepływa przez otwarte naczynie w miarę jego opadania. Po spuszczeniu wzdłuż linki wiążącej ciężarka (określanego jako posłaniec), uderza on w mechanizm powodujący zamknięcie obu pokryw. Zatrzymana w naczyniu woda zachowuje większość parametrów wody z danej głębokości, nadając się do różnych analiz hydrochemicznych, łącznie ze stężeniem rozpuszczonych gazów, a zainstalowany termometr rejestruje jej temperaturę. Aparat Ruttnera wyposażony jest również w pręty boczne służące do trzymania oraz kranik do wypuszczania wody. Aparat stosowany jest również do pobierania prób ilościowych planktonu, jednak podczas zamykania wlotów powstają zawirowania, które zaburzają naturalny układ warstw wody